# فشار داخل چشم

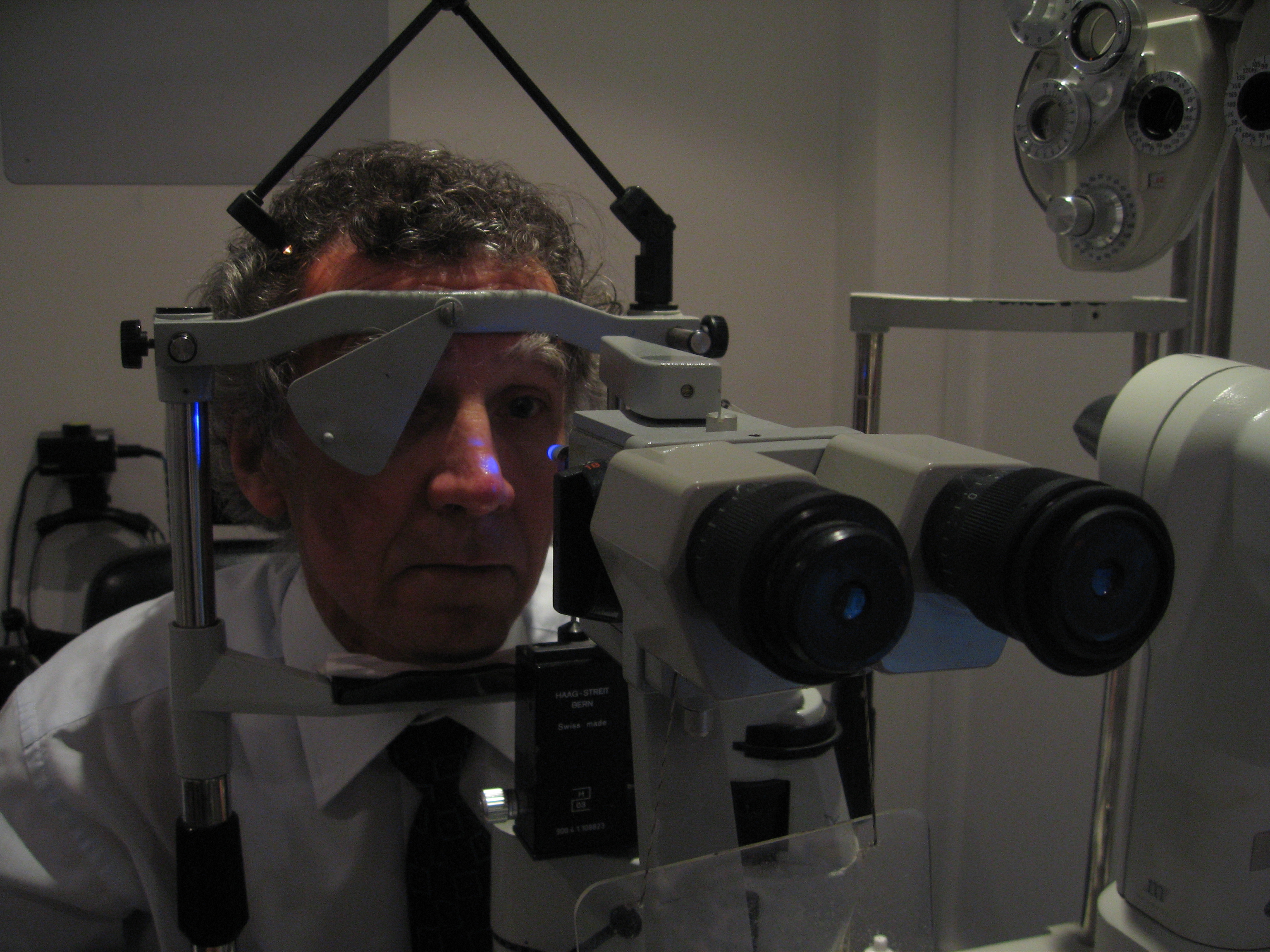
یک بیمار در مقابل تونومتر

فشار داخل چشم (انگلیسی: Intraocular pressure) یا IOP فشار مایع داخل چشم انسان است. تونومتری یکی از روش‌های تشخیص این فشار است. اندازه‌گیری این فشار، یکی از جنبه‌های مهم در ارزیابی بیمارانی است که در معرض آب‌سیاه هستند. اغلب تونومترها، این فشار را برحسب میلی‌متر جیوه اندازه‌گیری می‌کنند.